# Mitsubishi Space Star
Der Mitsubishi Space Star ist ein von Herbst 1998 bis Anfang 2005 vom japanischen Automobilhersteller Mitsubishi Motors gebauter Van auf Basis des Carisma.
Zeitweise war der Space Star das gefragteste Mitsubishi-Modell in Europa. Da sowohl der Space Star als auch der Carisma nur für den europäischen Markt gedacht waren, wurden sie auch in Europa gebaut. Der Produktionsstandort war das niederländische Werk in Born, in dem auch der Volvo S40/V40 produziert wurde.
Das Motorenangebot des Space Star reichte bei den Ottomotoren vom 1,3-Liter mit 60 bzw. 63 kW (82 bzw. 86 PS), über den 1,6-Liter mit 72 kW (98 PS) bis zum 1,8-Liter-GDI-Motor (90 kW/122 PS). Die 1,9-Liter-Common-Rail-Dieselmotoren stammen aus einer Kooperation mit Renault und wurden ab Anfang 2001 im Space Star angeboten. Sie leisten 75 bzw. 85 kW (102 bzw. 115 PS).
Im Herbst 2002 erhielt der Space Star eine Überarbeitung an Front und Heck. Zudem wurde der 1,8 l-Benziner überarbeitet (nun mit Saugrohreinspritzung und 82 kW/112 PS) und es kam ein zusätzlicher 1,9 l-Diesel ins Programm.
Anfang 2005 lief seine Produktion aus.
| Modell        | Hubraum cm³ | Max. Leistung kW (PS) bei min−1 | Max. Drehmoment Nm bei min−1 | Getriebe                                         | Bauzeit                         |
| ------------- | ----------- | ------------------------------- | ---------------------------- | ------------------------------------------------ | ------------------------------- |
| Ottomotoren   |             |                                 |                              |                                                  |                                 |
| 1.3           | 1299        | 60 (82) / 5000                  | 120 / 4000                   | 5-Gang-Schaltgetriebe                            | 09.2000–01.2004                 |
| 1300          | 1299        | 63 (86) / 6000                  | 117 / 3000                   | 5-Gang-Schaltgetriebe                            | 10.1998–08.2000 01.2004–01.2005 |
| 1.6           | 1584        | 72 (98) / 5000                  | 150 / 4000                   | 5-Gang-Schaltgetriebe 4-Stufen-Automatikgetriebe | 10.1998–01.2005                 |
| 1.8 MPI       | 1834        | 82 (112) / 5500                 | 157 / 4000                   | 5-Gang-Schaltgetriebe 4-Stufen-Automatikgetriebe | 10.2002–01.2005                 |
| 1.8 GDI       | 1834        | 90 (122) / 5500                 | 174 / 3750                   | 5-Gang-Schaltgetriebe 4-Stufen-Automatikgetriebe | 10.1998–09.2002                 |
| Dieselmotoren |             |                                 |                              |                                                  |                                 |
| 1.9 DI-D      | 1870        | 75 (102) / 4000                 | 215 / 1700                   | 5-Gang-Schaltgetriebe                            | 02.2001–01.2005                 |
| 1.9 DI-D HP   | 1870        | 85 (115) / 4000                 | 265 / 1800                   | 5-Gang-Schaltgetriebe                            | 10.2002–01.2005                 |

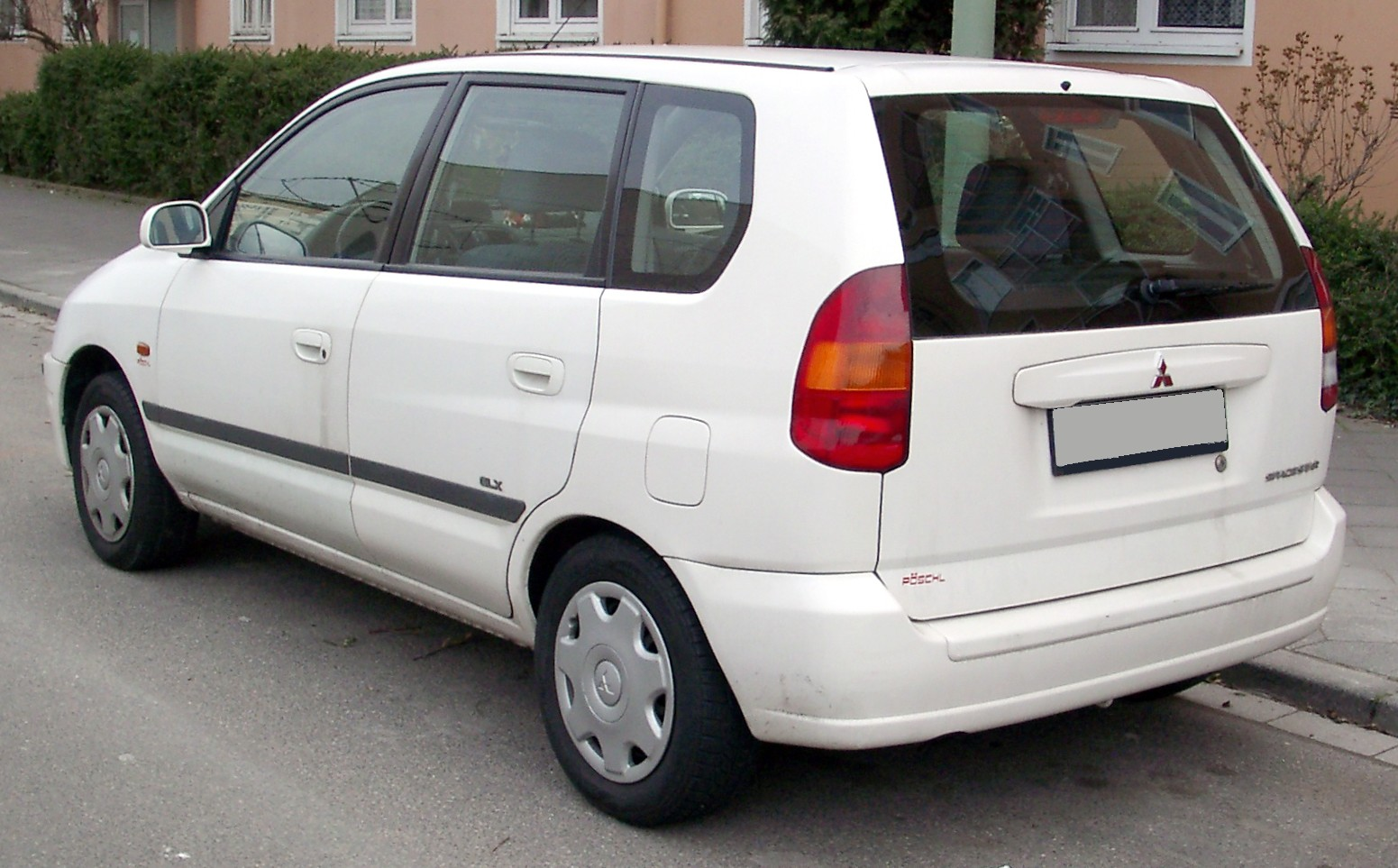
Heckansicht
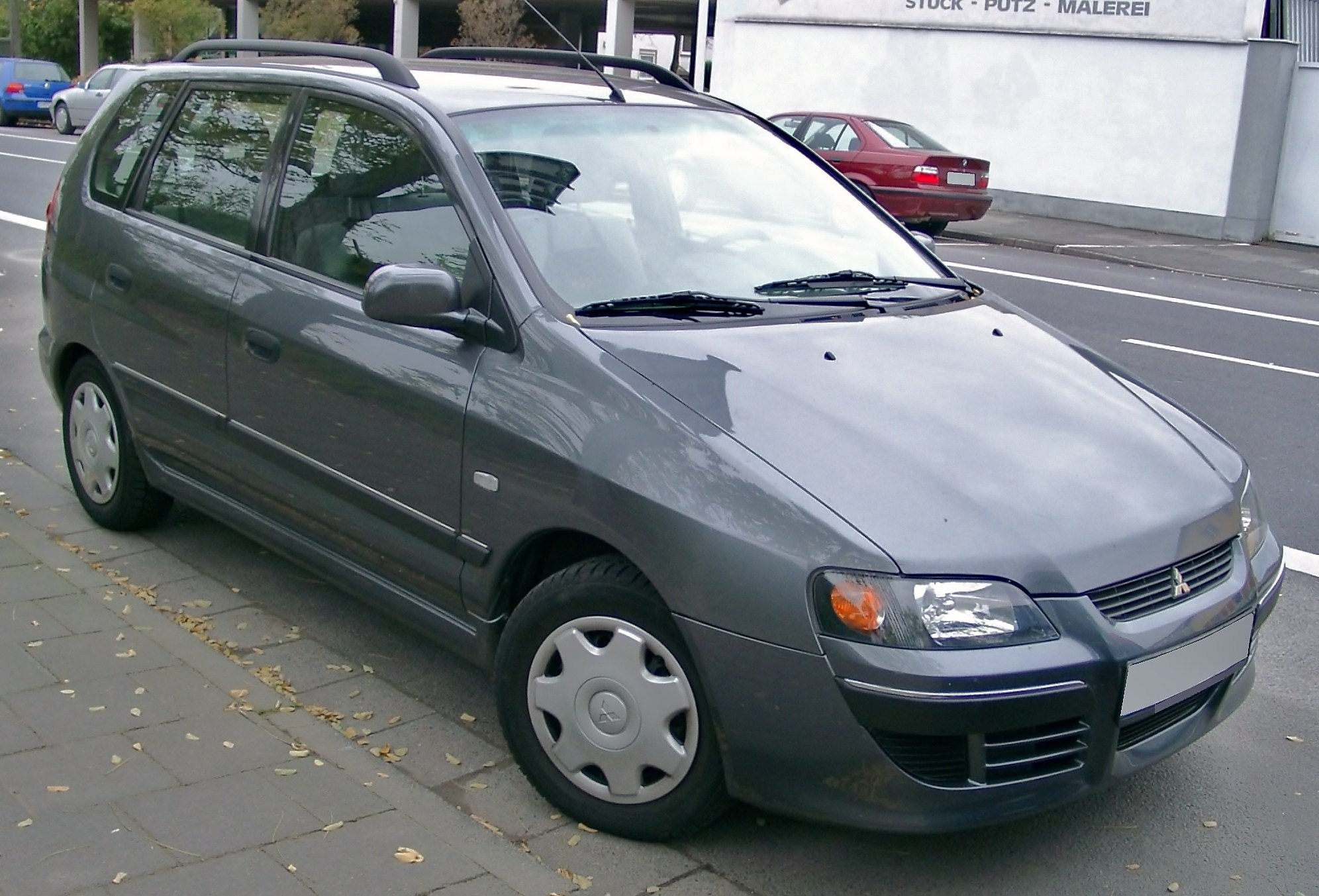
Mitsubishi Space Star (2002–2005)
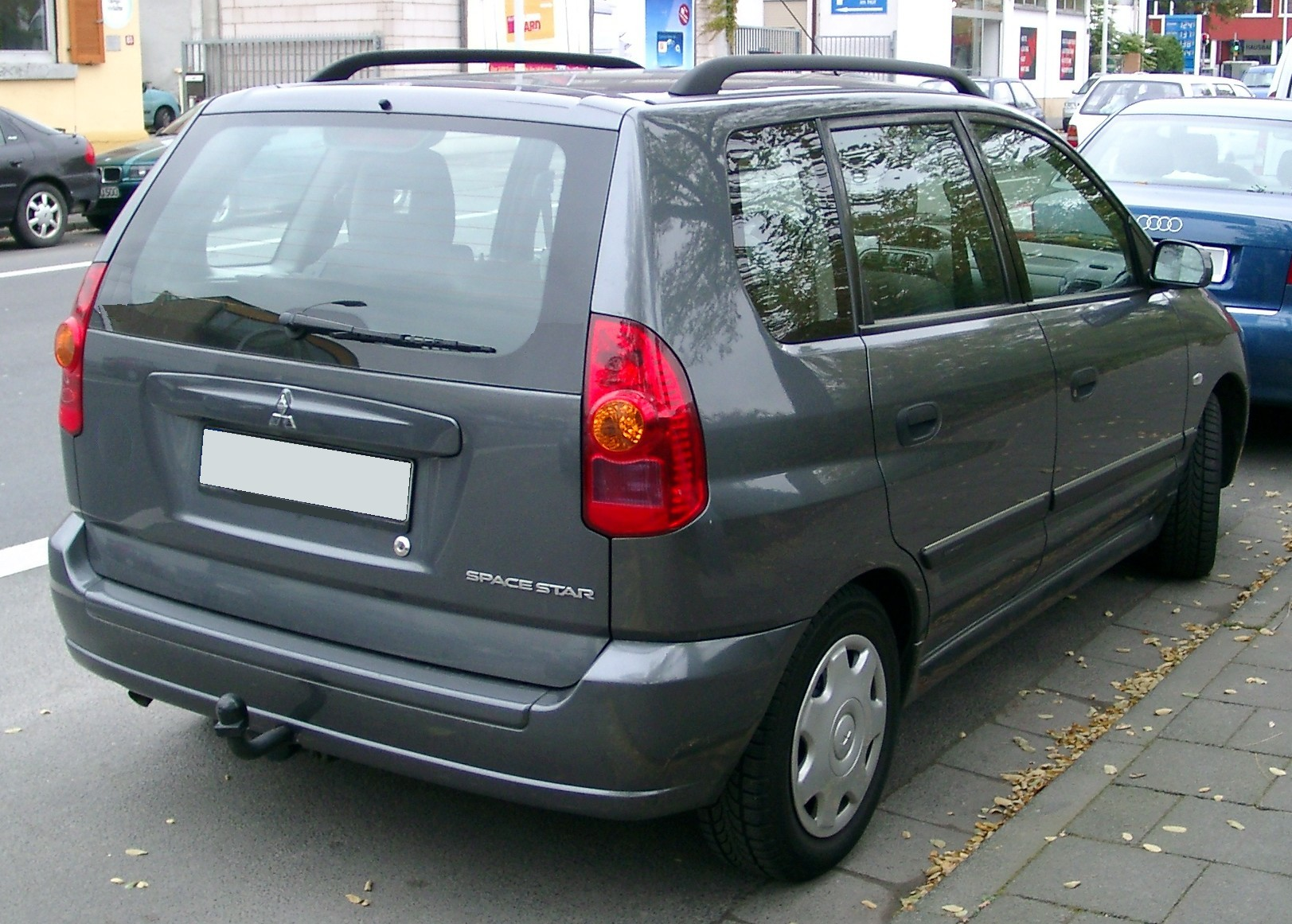
Heckansicht